# Saul és Dávid (Nielsen)

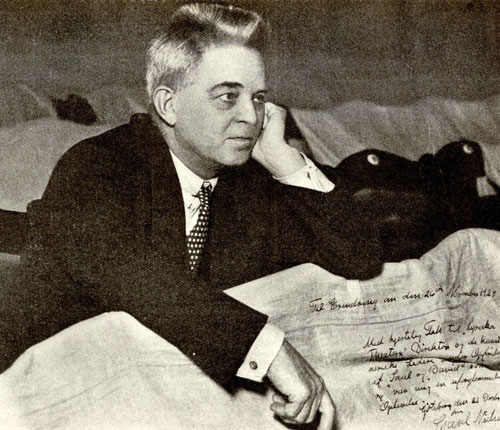
A zeneszerző az opera göteborgi előadásának próbáján 1928-ban

Saul és Dávid (dánul: Saul og David, CNW 1, FS 25) Carl Nielsen négyfelvonásos bibliai témát feldolgozó operája. A librettót a Sámuel második könyvének Saul király és Dávid történetét bemutató versei alapján Arne Einar Christiansen (1861-1939) írta. A mű 1899 és 1901 között íródott. Bemutatójára 1902. november 28-án került sor Koppenhágában a Dán Királyi Színházban.

## Szereplők
| Név                          | Szerep                          | Hangfekvés               | Bemutató szereposztása |
| ---------------------------- | ------------------------------- | ------------------------ | ---------------------- |
| Saul                         | Izrael királya                  | bariton                  | Niels Juel Simonse     |
| Jonatán                      | Saul fia, Dávid barátja         | tenor                    | Peter Cornelius        |
| Mikal                        | Saul leánya, Dávid menyasszonya | szoprán                  | Emilie Ulrich          |
| Dávid                        | pásztorfiú, Jonatán barátja     | tenor                    | Vilhelm Herold         |
| Sámuel                       | próféta                         | basszus                  | Max Müller             |
| Abnér                        | Saul hadvezére                  | bariton                  | Helge Nissen           |
| Endori javasasszony          |                                 | mezzoszoprán vagy alt    | Elisabeth Dons         |
| Abisáj                       | Dávid unokaöccse és szolgálója  | szoprán vagy fiú szoprán | Margrethe Lindrop      |
| Őr                           |                                 | basszus                  |                        |
| Fiatal cseléd                |                                 | szoprán                  |                        |
| lányok, papok, harcosok, nép | lányok, papok, harcosok, nép    | énekkar                  |                        |

## Cselekmény

Rembrandt: Saul és Dávid (1650-70 között)

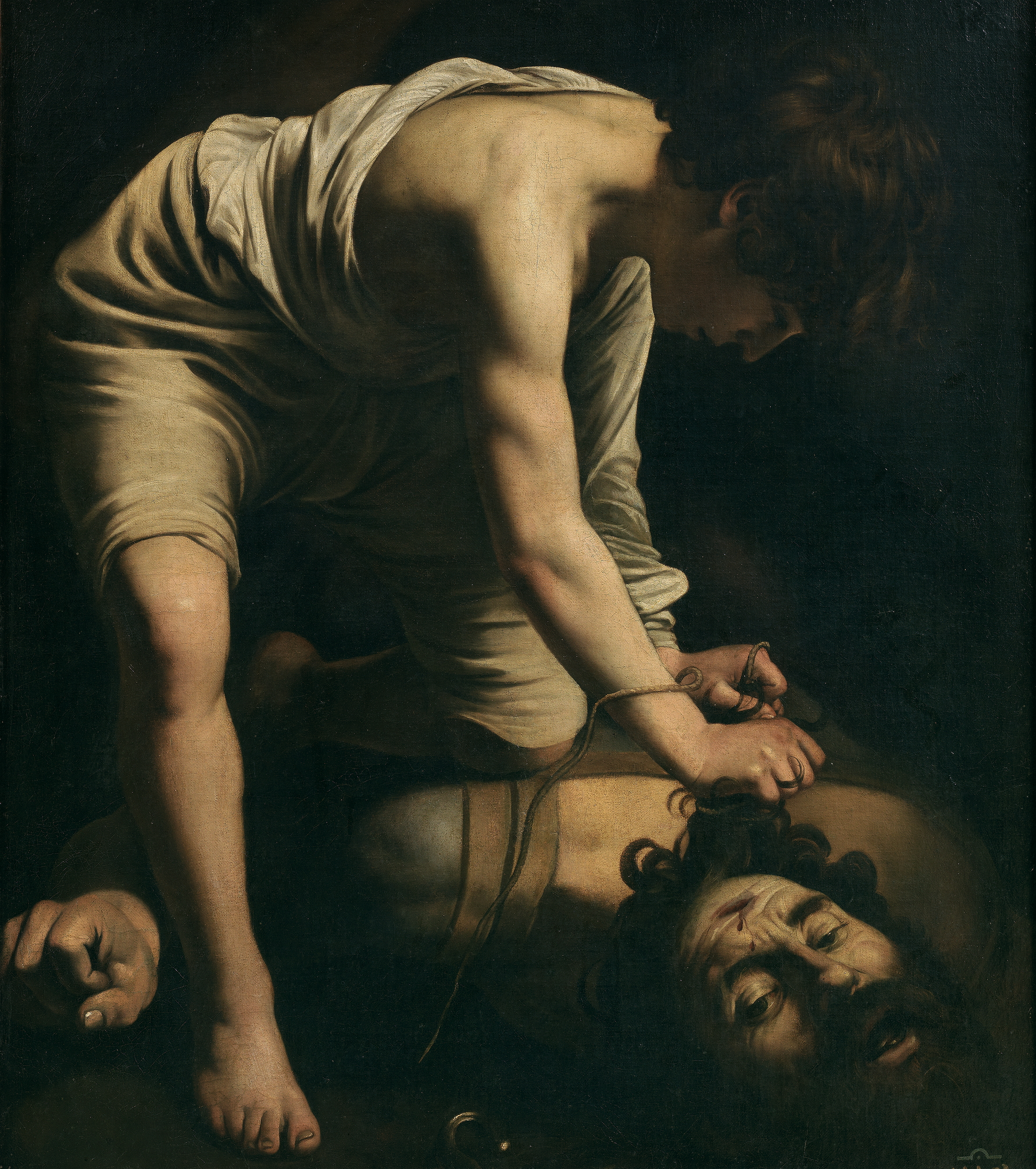
Caravaggio: Dávid és Góliát (1600)

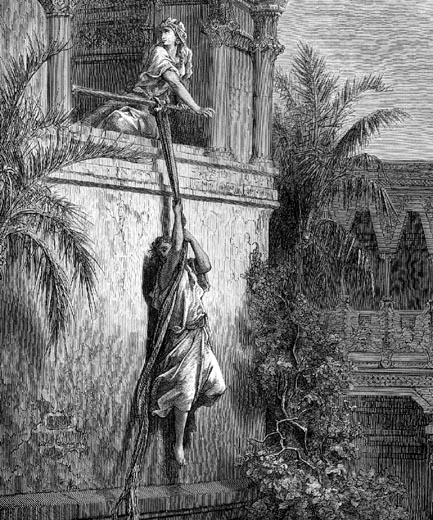
Gustave Doré: Michal (1865)
Mikal segít Dávidnak megszökni

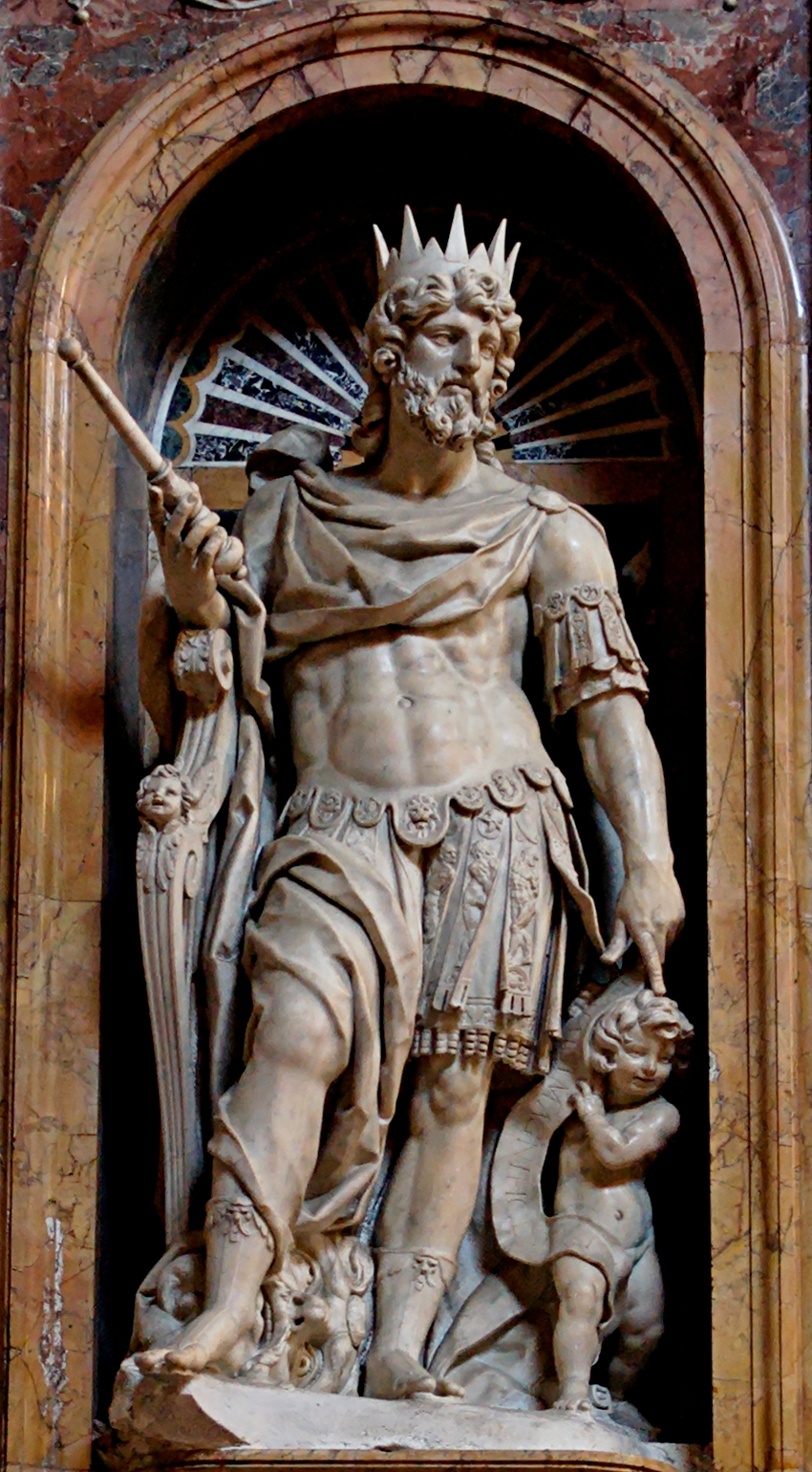
Nicolas Cordier: Dávid (1612 előtt)
Borghese kápolna, Santa Maria Maggiore-bazilika

|  | Alább a cselekmény részletei következnek! |

### Első felvonás
Saul király Sámuel prófétát várja, hogy mutasson be áldozati szertartást és kérje Istent, hogy vezesse győzelemre az izraelieket a filiszteusok ellen. Hét napig hiába vár a prófétára, akinek kizárólagos joga az áldozat bemutatása, ezért maga lát neki a szertatás megtartásának. Ekkor érkezik meg Sámuel, aki megfenyegeti a királyt, hogy Isten megbünteti a türelmetleneket. A király haragra lobban az Úr ellen, csak Dávid, Jonatán herceg barátja, tudja énekével lecsillapítani. Saul megkéri a pásztorfiút, hogy maradjon az udvarban. Dávid és Saul lánya, Mikal egymásba szeretnek.

### Második felvonás
A filiszteusok újabb támadásra készülnek az óriás termetű Góliát vezetésével. Góliát párviadalra hívja az izraeliek egyik harcosát, hogy így döntsék el a csata kimenetelét. A kihívást csak Dávid fogadja el, ezért Saul a lánya kezét odaígéri a fiúnak. Dávid legyőzi Góliátot, az udvarban az esküvőhöz készülnek. A nép Dávid hőstettét ünnepli, ezért a király féltékeny lesz és még Dávid éneke sem tudja lecsillapítani. Lándzsával támad a fiúra, aki Mikal segítségével megszökik.

### Harmadik felvonás
Saul kiátkozza Dávidot és seregével üldözőbe veszi a fiút. A sivatagban ütnek tábort. Jonatán a szerelme után búslakodó Mikalt vigasztalja. Dávid ezalatt belopakodik a táborba és magához veszi az alvó Saul király kardját és korsóját. A király meghatódik, amiért a fiú nem ölte meg, amikor erre lehetősége volt és vejévé fogadja. A haldokló Sámuel próféta Isten megbízásából Dávidot akarja felkenni Izrael új királyának. Saul erre ismét haragja gerjed, Dávidnak és Mikalnak menekülnie kell.

### Negyedik felvonás
Saul követelésére az endori javasasszony megidézi a próféta szellemét, azonban Sámuel bukást és halált jósol a királynak. A vesztes csata után a haldokló Jonatán, utolsó erejével, barátját, Dávidot élteti, mint Izrael reménységét. Saul, aki súlyosan megsebesült, öngyilkos lesz. Miközben a nép Dávid királyt élteti, ő Sault és legfőképp barátját Jonatánt gyászolja.
|  | Itt a vége a cselekmény részletezésének! |

## Stílusa
A mű stílusán érződik valamiféle jellegzetes dán nemzeti vagy skandináv vonás. Talán ezzel magyarázható, hogy a darab elsősorban Skandináviában lett sikeres. Sault hirtelen hangulatváltozások jellemzik, mely a zenében is megjelenik Nielsen sajátos vibratóiban. Hatásos, robbanékony és drámai bariton szólama nagyon is vonzó az énekesek számára. Dávid ezzel szemben szöges ellentéte mind jellemben (szelíd, békülékeny), mind zenében (lírai tenor szólamával). A kórus, akárcsak a görög drámákban a két végpont között helyezkedik el, egyik oldalt sem pártolja egyértelműen, inkább csak az idő múlását, a sorsot szimbolizálja. Zenei nyelvezete visszanyúl a gregorián dallamokhoz, illetve a 16. és 17. század művészetéhez, mégis modern, újító. Nilesen megfogalmazása szerint a kompozíció alapja a „lágy hang és vad ritmus”. A 20. századi operairodalomban is jelentős helyet foglal el Saul nagyáriája az első felvonásban, melyben Isten bocsánatáért könyörög, majd hirtelen kegyetlennek és gonosznak nevezi.

## Keletkezése
Miután 1896 végén Nielsen befejezte Hymnus Amoris (CNW 100) című kórusművét, elhatározta, hogy egy opera megírásába kezd. Einar Chrisitansen 1899-re készült el a Saul és David librettójával. Nielsen, feleségével, Anne Marie Carl-Nielsennel (született: Brodersen) Olaszországba utazott tanulmányútra 1899 decemberétől 1900 júniusáig. Az opera egy részét itt tartózkodásuk alatt írta meg, majd hazatérésük után folytatta a mű komponálást. 1901 lett kész vele és elfogadta a Dán Királyi Színház ajánlatát egy szeptemberi bemutatóra, mely végül több mint egy évet csúszott.

## Bemutatása és fogadtatása
A mű első részletét, a második felvonás prelűdjét, már 1900. november 17-én bemutatták a koppenhágai Koncertpalotában. A Dán Királyi Zenekart Johan Svendsen vezényelte. Az opera teljes bemutatójára 1902. november 28-án került sor Koppenhágában, a Dán Királyi Színházban. Az előadást maga a szerző vezényelte és Julius Lehmann rendezte. A közönség siker ellenére, a kritikusok nem fogadták jól a darabot. Bírálói tehetségtelennek, érzelemszegénynek és ízléstelennek ítélték. A mű néhány előadás után lekerült az opera repertoárjáról, bár 1912-ben újra műsorra tűzték. Ekkor a zenekart, a premieren Abnért alakító, Helge Nissen vezényelte. A mű első külföldi bemutatójára Göteborgban került sor 1928 novemberében a Stora Színházban. A daranot Poul Kanneworf rendezte és Olav Kielland vezényelt. A mű óriási sikert aratott, december 29-ig tizenöt alkalommal tűzték műsorra. Az 1928. december 21-i előadást a szerző vezényelte. 1931. január 13-án került sor a stockholmi bemutatóra a Királyi Operaházban, a zenekart Armas Järnefelt vezényelte. A mű a szerző halála után lett igazán sikeres Skandináviában. A világ más részein azonban szinte alig játsszák.

## További hivatkozások
- Saul és Dávid (dán és angol nyelven). Dán Királyi Opera, 1986. (Hozzáférés: 2016. július 18.)